# Polizelo
Polizelo o Polizalo (V sec. a.C.) fu tiranno di Gela dal 478 a.C. fino alla morte. Polizelo era figlio di Dinomene il Vecchio e fratello minore dei due dinomenidi Gelone e Gerone I, tiranni di Siracusa.

## Biografia
|          |                                      |                                      |          |                     |          |          |           |           |
|          |                                      |                                      |          | Dinomene il Vecchio |          |          |           |           |
|          |                                      |                                      |          |                     |          |          |           |           |
|          |                                      |                                      |          |                     |          |          |           |           |
|          | Gelone sp. Damarete figlia di Terone | Gelone sp. Damarete figlia di Terone | Gerone I | Gerone I            | Polizelo | Polizelo | Trasibulo | Trasibulo |
|          |                                      |                                      |          |                     |          |          |           |           |
|          |                                      |                                      |          |                     |          |          |           |           |
| (figlio) | (figlio)                             | (?)                                  | (?)      |                     |          |          |           |           |
|          |                                      |                                      |          |                     |          |          |           |           |
|          |                                      |                                      |          |                     |          |          |           |           |
|          |                                      | Ierocle                              |          |                     |          |          |           |           |

Ancora prima di diventare tiranno di Gela, il suo nome venne inciso nel tripode che commemorava la vittoria di Imera del 480 a.C., da sempre attribuita al solo Gelone. La menzione del fratello è quindi un dettaglio importante che conferma una sua partecipazione alla battaglia.
Divenne tiranno di Gela nel 478 a.C. quando morto Gelone e lasciato al potere Gerone a Siracusa, a lui venne lasciata in eredità la mano di Damarete, sposa di Gelone. Polizelo, odiato da Gerone, sostenne con lui una guerra a cui si pose fine grazie alla mediazione del poeta Simonide.
Secondo Diodoro Siculo nel 476-5 a.C. Polizelo fu inviato dal fratello Gerone in soccorso dei Sibariti, in uno dei tentativi di tornare nella loro sede originaria dopo la distruzione di questa nel 510 a.C. da parte dei Crotoniati.
Successivamente donò al santuario di Apollo a Delfi un gruppo statuario bronzeo raffigurante un cocchio con cavalli e auriga (conosciuto come "l'Auriga di Delfi"), in memoria di una vittoria riportata nei Giochi Pitici del 474 a.C.
Non è noto quando sia morto Polizelo, ma dev'essere stato prima della morte di Gerone, dato che a questi in qualità di tiranno di Siracusa succedette il fratello minore Trasibulo.